# Іполит Римський
Іполит Римський (близько 170, Рим, Стародавній Рим — бл. 235, Сардинія) —  один із найпрацьовитіших та знаних письменників ранньої Церкви. Увійшов у богословський конфлікт із Папою Римським Зефірином та протягом деякого часу очолював окрему групу християн. Вважається першим антипапою (217/218 — 235). Сам св. Іполит називав себе «наступником апостолів» та «учасником в благодаті Св. Духа за наступництвом» («Філософумене»).
Один із ранніх християнських святих, Католицька церква згадує його 13 серпня, а православні та греко-католики — 30 січня.

## Біографія
Працював у Римі, але писав грецькою мовою, освіта його була еллінська. Міг бути римлянином грецького походження, однак більшість патрологів стверджує, що він приїхав зі Сходу в зрілому віці.
Вважається, що Іполит був учнем Св. Іренея Ліонського. Так, Патріарх Фотій називає його учнем св. Іринея, хоча невідомо, чи знав Іполит єпископа Ліонського особисто. Іполит був ревним заступником християнської церкви і боровся словом і ділом з єресями того часу, переважно трінітарними.
Невідомо, коли і за яких обставин почалося громадське служіння св. Іполита в Церкві. У «Філософуменах» сказано, що за Папи Римського Зефірина (198—217 рр.) св. Іполит вже обіймав у Римській церкві сан пресвітера. Після цього був висвячений на єпископа за всіма церковними правилами.
Як і св. Іриней, Іполит був ревним апологетом християнського вчення, сміливо викривав і засуджував лже-вчення древніх і сучасних йому єретиків. Святий Іреней Ліонський написав відомий твір «Проти єресей», присвячений історії єретичних систем і їхньому викриттю. Св. Іполит продовжив єресеологічну працю свого попередника і написав знамениті «Філософумени».
Також є відома боротьба св. Іполита з новими ворогами християнства (наприклад, Ноетом), які спотворювали вчення про Триєдиного Бога. За свідченням Євсевія Кесарійського, перше знайомство св. Іполита з Орігеном могло відбутися ще в Римі, куди він прибув за часів служіння папи Зефирина. Можливо, сам святий Іполит цікавився екзегетичними творами Орігена під час його перебування на Сході, зокрема в Олександрії і Аравії.
Вирішивши, що папа Зефірин став упадати в єресь, Іполит відокремився від нього і створив свою громаду. Його опозиційні настрої посилило обрання св. Калікста Папою.
Св. Іполит Римський вважається першим відомим антипапою, поставленим партією суворого дотримання церковної дисципліни, всупереч реформам тодішнього Римського єпископа Калікста (217—223), націлених на ослаблення церковної дисципліни і поблажливість.
Св. Іполит звинуватив папу Каліста 
1) в тому, що той приймав до церковної єдності всіх відлучених так само, як і тих, які поверталися з єретичних зібрань;
2) в тому, що той стверджував, нібито єпископ не підлягає відлученню, якщо б навіть впав в смертний гріх;
3) в тому, що той посвячував в ієрархічні ступені осіб двох- і трьохшлюбних і не відлучав навіть і тих, які одружувалися, обіймаючи кліросні посади.
Він продовжував залишатися антипапою при папах св. Урбані і св. Понтіані. Хоча, на думку дослідників, які ґрунтуються і посилаються на свідчення римського «Хронографа» від 354 р., св. Іполит не поширював свою діяльність далеко за межі Риму.
235 року — Св. Іполит, разом з папою Понтіаном, був засланий римським імператором Максиміном на острів Сардинію. Там вони примирилися й погодилися, що наступним папою буде св. Антер.
Помер 235 або 236 року мученицькою смертю (разом з Понтіаном). За папи св. Фабіана, їхні тіла були перенесені й урочисто поховані в Римі одного й того ж самого дня — 13 серпня (за старим стилем) 236 або 237 року.
За свідченням римського «Хронографа» («Лібер понтіфікаліс») 354 року св. Іполит Римський був офіційно визнаний святим із занесенням його імені в офіційні римські і церковні мартирологи (мученицькі акти).

## Твори
Св. Іполит був одним із найплодовитіших церковних письменників. В історії християнської писемності III ст. він, безумовно, посідає одне з перших місць. Бл. Єронім долучав його до вискокоосвічених і вчених письменників Церкви, кажучи, що в його творах не знаєш, чому маєш дивуватися більше: філософським чи богословським відомостям.
У своїх богословських працях Іполит є педантичним збирачем думок, що їх висловили його попередники. У нього — нероздільність Бога не виключає множинності Його особистостей. У своїй головній роботі — «Філософумене» він намагається простежити джерело всіх єресей до творів давньогрецьких філософів. Йому приписується також «Апостольська традиція», в якій подано Святу літургію та обряди, прийняті в Римі на поч. III ст.
Озлобленість проти опонентів та вічний полемічний тон псують його твори. Оскільки він писав грецькою, то на західне богослов'я Св. Іполит не справив великого впливу і був відкритий для дослідників порівняно пізно.
На превеликий жаль, більша частина творів Св. Іполита є втрачена і дотепер вповні чи майже вповні збереглися тільки:
- Екзегетичні — «Тлумачення на книгу пророка Даниїла».
- Догматичні — «Про Христа і антихриста».
- Полемічні — «Філософумени» і «Проти Ноета».
- Літургійні — «Апостольське Передання».
- Гомілетичні — «Слово на день Богоявлення».

Деякі твори збереглися в невеликих уривках, які є цитовані в творах інших церковних письменників.
«Тлумачення на книгу пророка Даниїла» — єдиний екзегетичний твір св. Іполита, який зберігся до наших часів в повному обсязі.
Важливим є «Апостольське Передання» (235), у ньому є не тільки опис, але і текст Літургії своїх часів, який головно подає зміст євхаристичної частини Служби Божої, але й подано багато молитов та обрядів.